# Calhavèl
Calhavèl (en francès Cailhavel) és un municipi francès situat al departament de l'Aude i a la regió d'Occitània.